# Skarvanes
Skarvanes (dánul: Skarvenæs) egy elnéptelenedett település Feröer Sandoy nevű szigetén. Közigazgatásilag Húsavík községhez tartozik.

## Földrajz
A falu a sziget délnyugati partján fekszik. Tőle északra, az út mentén található két tó, a Stóravatn és a Lítlavatn.

## Történelem

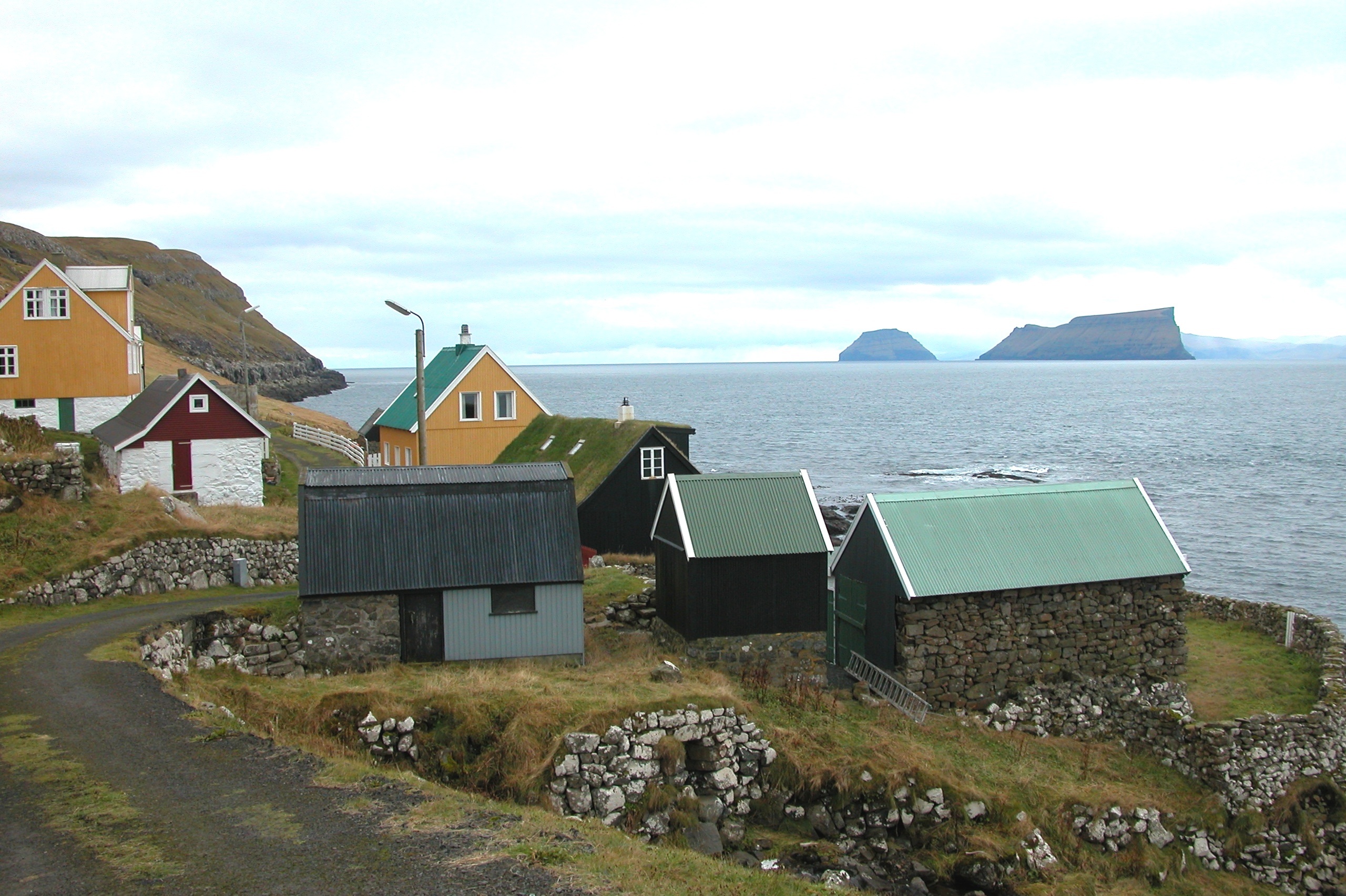
Skarvanes, a háttérben Kis-Dímun és Nagy-Dímun

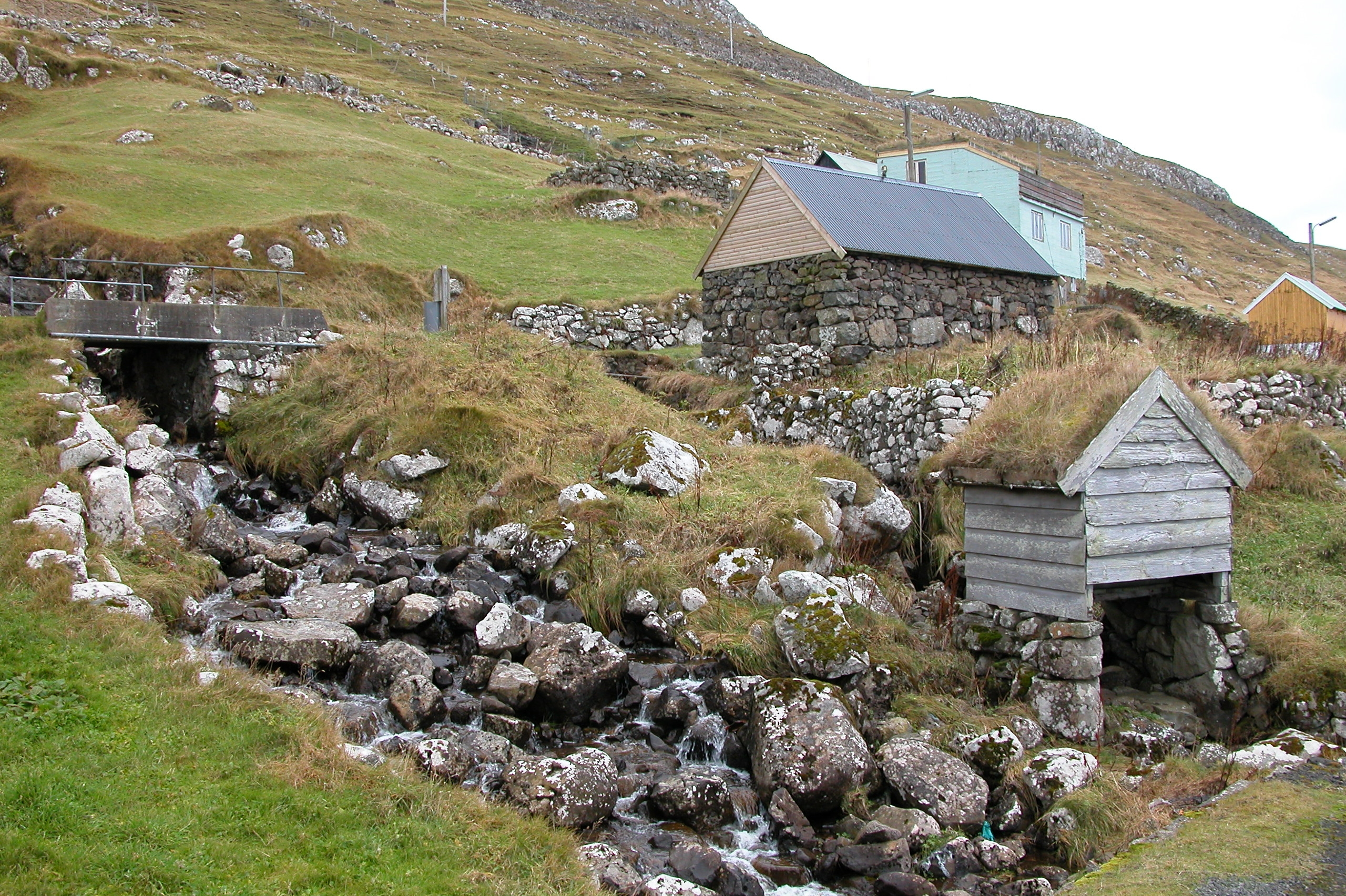
Skarvanes, jobboldalt az apró vízimalom

Skarvanes története az 1500 körüli évekre nyúlik vissza (más források szerint első írásos említése 1404-ből származik). A délnyugati fekvésnek köszönhetően a gabonaföldek termékenyek voltak, és a nagy kiterjedésű közbirtokossági terület jó életkörülményeket biztosított annak ellenére, hogy az erős hullámtörés nem kedvezett a halászatnak. A falu apró vízimalma ma is áll.
Skarvanes azon kevés feröeri települések egyike, ahol nem álltak át az utca-házszám rendszerre, hanem megtartották a hagyományos rendszert, amely szerint a házakat a nevük alapján azonosítják.

## Népesség
Lakosainak száma 9 fő (2021). A szorosan vett falu utolsó lakosa 2000-ben halt meg, de 2 km-rel északabbra egy völgyben még él egy család. A település házait ma üdülőnek használják.
| Év              | Lakosság |
| --------------- | -------- |
| 1986. január 1. | 8        |
| 1991. január 1. | 4        |
| 1996. január 1. | 7        |
| 2001. január 1. | 3        |
| 2006. január 1. | 4        |

## Közlekedés
A települést északi irányban út a Sandur-Húsavík útvonalba csatlakozik be, így összeköttetést teremt a sziget többi települése felé. Skarvanest a közösségi közlekedés nem érinti.

### Külső hivatkozások
- Faroeislands.dk – fényképek és leírás (angol)
- Panorámakép a patakpart közeléből[halott link] (dán)
- Skarvanes, Visit Sandoy (feröeri, angol)
- Skarvanes, faroestamps.fo (angol, német, francia, dán, feröeri)
- Skarvanes, fallingrain.com (angol)